# Everything Sucks!
Everything Sucks! es una serie web de comedia y drama de Netflix creada por Ben York Jones y Michael Mohan que parodia la cultura adolescente de mediados de la década de 1990. Diez episodios de media hora fueron pedidos por Netflix y lanzados el 16 de febrero de 2018. La serie está ambientada en la ciudad real de Boring, Oregón en 1996, y se centra en un grupo de adolescentes que están interesados en la escuela secundaria Boring, donde lidian con temas como la superación en el adolescente.

## Sinopsis
Everything Sucks! gira en torno a dos grupos de estudiantes en la Escuela Secundaria de Boring en el estado de Oregón, en 1996. Luke O'Neil, es un estudiante de primer año en Boring con sus amigos McQuaid y Tyler, y son vistos como marginados sociales. El primer día de la escuela secundaria, se une al club de audiovisuales donde Luke se enamora de Kate Messner, la hija del director y estudiante de segundo año en Boring. Kate, sin embargo, comienza a cuestionar su sexualidad y se enamora de la estudiante de teatro Emaline Addario, que está saliendo con su compañero de drama, Oliver Schermerhorn. Sin embargo, Kate comienza a salir con Luke después de que los rumores de que ella es homosexual se extienden por toda la escuela.
Cuando los decorados se destruyen accidentalmente provocando la cancelación de la obra, Luke y sus amigos sugieren que el club de audiovisuales y el club de teatro realicen una película juntos, que luego se proyectara en toda la escuela.
Mientras tanto, Luke trata de descubrir las cintas de VHS que hizo su padre antes de dejarlo a él y a su madre. La madre de Luke, Sherry, comienza a acercarse a Ken, el padre de Kate y director de Boring, después de una reunión sobre la conducta de Luke en la oficina del director.

## Episodios
| N.º | Título                                                                             | Dirigido por  | Fecha de emisión original |
| --- | ---------------------------------------------------------------------------------- | ------------- | ------------------------- |
| 1   | «Plutonium» «Plutonio»                                                             | Michael Mohan | 16 de febrero de 2018     |
| 2   | «Maybe you're gonna be the one that saves me» «Quizá tú me salves»                 | -             | 16 de febrero de 2018     |
| 3   | «All that ando a bag of chips» «Todo eso y mucho más»                              | -             | 16 de febrero de 2018     |
| 4   | «Romeo y Julieta en el espacio» «Romeo & Juliet in space»                          | -             | 16 de febrero de 2018     |
| 5   | «What the hell's a zarginda?» «¿Que diablos es una zarginda?»                      | -             | 16 de febrero de 2018     |
| 6   | «Sometimes i hear My voice» «A veces oigo mi voz»                                  | -             | 16 de febrero de 2018     |
| 7   | «Cheesecake to a fat man» «Como un cheesecake para un gordo»                       | -             | 16 de febrero de 2018     |
| 8   | «I just wanna be anybody» «Quiero ser cualquier persona»                           | -             | 16 de febrero de 2018     |
| 9   | «My friends have been eaten bye spiders» «A mis amigos se los comieron las arañas» | -             | 16 de febrero de 2018     |
| 10  | «We were merely freshmen» «Éramos novatos»                                         | -             | 16 de febrero de 2018     |

## Elenco

### Personajes principales
- Jahi Di'Allo Winston como Luke O'Neil, un estudiante de primer año en el club A / V que está enamorado de Kate Messner. Su padre se fue cuando era un niño.
- Peyton Kennedy como Kate Messner, la hija del director y una estudiante de segundo año en el club A / V que comienza a cuestionar su sexualidad, y se enamora de Emaline Addario.
- Patch Darragh como Ken Messner, el director y el padre de Kate que comienza a conectarse con Sherry, la madre de Luke. Su esposa, la madre de Kate, murió cuando Kate tenía cinco años.
- Claudine Mboligikpelani Nako como Sherry O'Neil, la madre de Luke y azafata que comienza a acercarse a Ken.
- Rio Mangini como McQuaid, estudiante de primer año en A / V club y amigos de Luke, y socialmente torpe con las chicas.
- Quinn Liebling como Tyler, un estudiante de primer año en A / V y uno de los amigos de Luke. Él tiene ADD y dislexia.
- Sydney Sweeney como Emaline Addario, una estudiante y una novia de drama de Oliver con una llamarada dramática.
- Elijah Stevenson como Oliver Schermerhorn, un estudiante de drama y novio de Emaline que quiere huir a Nueva York.

### Personajes secundarios
- Abi Brittle como Leslie, un miembro religioso del club A / V.
- Jalon Howard como Cedric, un miembro del club de teatro.
- Connor Muhl como Scott Pocket, un estudiante que lee los anuncios de la mañana con Jessica.
- Nicole McCullough como Jessica Betts, una estudiante que lee los anuncios de la mañana con Scott.
- Ben York Jones como Mr. Stargrove, un maestro que dirige el club de A / V.
- Zachary Ray Sherman as Leroy O'Neil, el padre de Luke que se fue cuando tenía 7 años.

| N.º | Título                                      | Dirigido por   | Escrito por                    | Breve sinopsis | Fecha de lanzamiento original |
| --- | ------------------------------------------- | -------------- | ------------------------------ | --- | ----------------------------- |
| 1   | "Plutonio                                   | Michael Mohan  | Ben York Jones y Michael Mohan | Empieza un nuevo curso en el Instituto Boring. Luke, alumno de primer año, impresiona a sus amigos invitando a su casa a Kate, mayor que él e hija del director.      | 16 de febrero de 2018         |
| 2   | "Quizá tú me salves"                        | Michael Mohan  | Ben York Jones y Michael Mohan | Mientras planea el siguiente paso a dar con Kate, que está teniendo un día de perros, Luke se topa con unas cintas de VHS que le despiertan recuerdos muy emotivos.   | 16 de febrero de 2018         |
| 3   | "Todo eso y mucho más"                      | Michael Mohan  | Noelle Valdivia                | La madre de Luke debe presentarse en el despacho de Ken porque su hijo es sospechoso de haber activado la alarma de incendios.                                        | 16 de febrero de 2018         |
| 4   | "Romeo y Julieta en el espacio"             | Michael Mohan  | Hayley Tyler                   | Luke le presenta una propuesta a club de teatro con la intención de hacer las paces. Son haberlo planeado, Sherry y Ken se comportan como si fueran dos adolescentes. | 16 de febrero de 2018         |
| 5   | "¿Qué demonios es un Zarginda?              | Ry Russo-Young | Ben York Jones y Michael Mohan | Luke trata de ayudar a Kate con sus emociones. Oliver y Luke organizan pruebas para una película. Emaline se lleva a Kate de compras. Ken invita a Luke a cenar.      | 16 de febrero de 2018         |
| 6   | "A veces oigo mi voz"                       | Ry Russo-Young | Ben York Jones                 | Luke y Kate intentan llegar a Portland para asistir a un concierto, Ken y Sherry comparten cierta mercancía que le fue confiscada a un alumno.                        | 16 de febrero de 2018         |
| 7   | "Como un cheesecake para un gordo"          | Ry Russo-Young | Sean Cummings                  | Luke está rabioso mientras que Ken y Kate disfrutan de una sensación liberadora. La habilidad de Tyler con Internet da lugar a un peculiar experimento alucinógeno.   | 16 de febrero de 2018         |
| 8   | "Quiero ser cualquier persona"              | Michael Mohan  | Hayley Tyler                   | Con el fin de rodar una escena para la película, la pandilla sel instituto emprende un viaje a California emocionalmente agotador.                                    | 16 de febrero de 2018         |
| 9   | "A mis amigos se los han comido las arañas" | Michael Mohan  | Noelle Valdivia                | Un Luke muy alterado intenta acabar la película. Kate mantiene un conversación transcendental con Emaline y otra con Luke.                                            | 16 de febrero de 2018         |
| 10  | "Éramos novatos"                            | Michael Mohan  | Ben York Jones y Michael Mohan | La comunidad de Boring se reúne para el estreno de la película y, durante la ocasión, bullen miedos, cicatrizan heridas y surgen nuevas relaciones.                   | 16 de febrero de 2018         |

## Producción
Aunque esta ambientada en Boring, el área metropolitana de Portland, el rodaje de la serie tuvo lugar en la Ciudad de Oregón y Portland, en el verano de 2017. El equipo logró filmar en un Blockbuster real para un escena del episodio nueve, que finalmente se cerró después de que terminaron de rodar.